# Спрингфилд (Южная Каролина)
Спри́нгфилд (англ. Springfield) — американский город в округе Оринджберг, Южная Каролина. По данным переписи 2010 года население составляло 504 человекa. Код FIPS 45-68470, GNIS ID 1226837, ZIP-код 29146.

## География
По данным Бюро переписи США, общая площадь округа равняется 4,0 км², из которых 4,0 км² — суша и 0,0 км² — водоёмы.

## Население
По данным переписи 2000 года население составляло 504 человекa, в городе проживало 152 семьи, находилось 228 домашних хозяйств и 263 строение с плотностью застройки 65,1 строения на км². Плотность населения 124,7 человек на км². Расовый состав населения: белые — 69,84 %, афроамериканцы — 29,37 %, коренные американцы (индейцы) — 0,6 %, азиаты — 0,2 %, представители других рас — 0,79 %.
В 2000 году средний доход на домашнее хозяйство составлял $31 563 USD, средний доход на семью $40 833 USD. Мужчины имели средний доход $35 833 USD, женщины $21 364 USD. Средний доход на душу населения составлял $19 285 USD. Около 4,0 % семей и 5,8 % населения находятся за чертой бедности, включая 0,9 % молодежи (до 18 лет) и 12,7 % престарелых (старше 65 лет).